# Lijst van personen overleden in maart 2020
Dit is een lijst van bekende personen die zijn overleden in maart 2020.

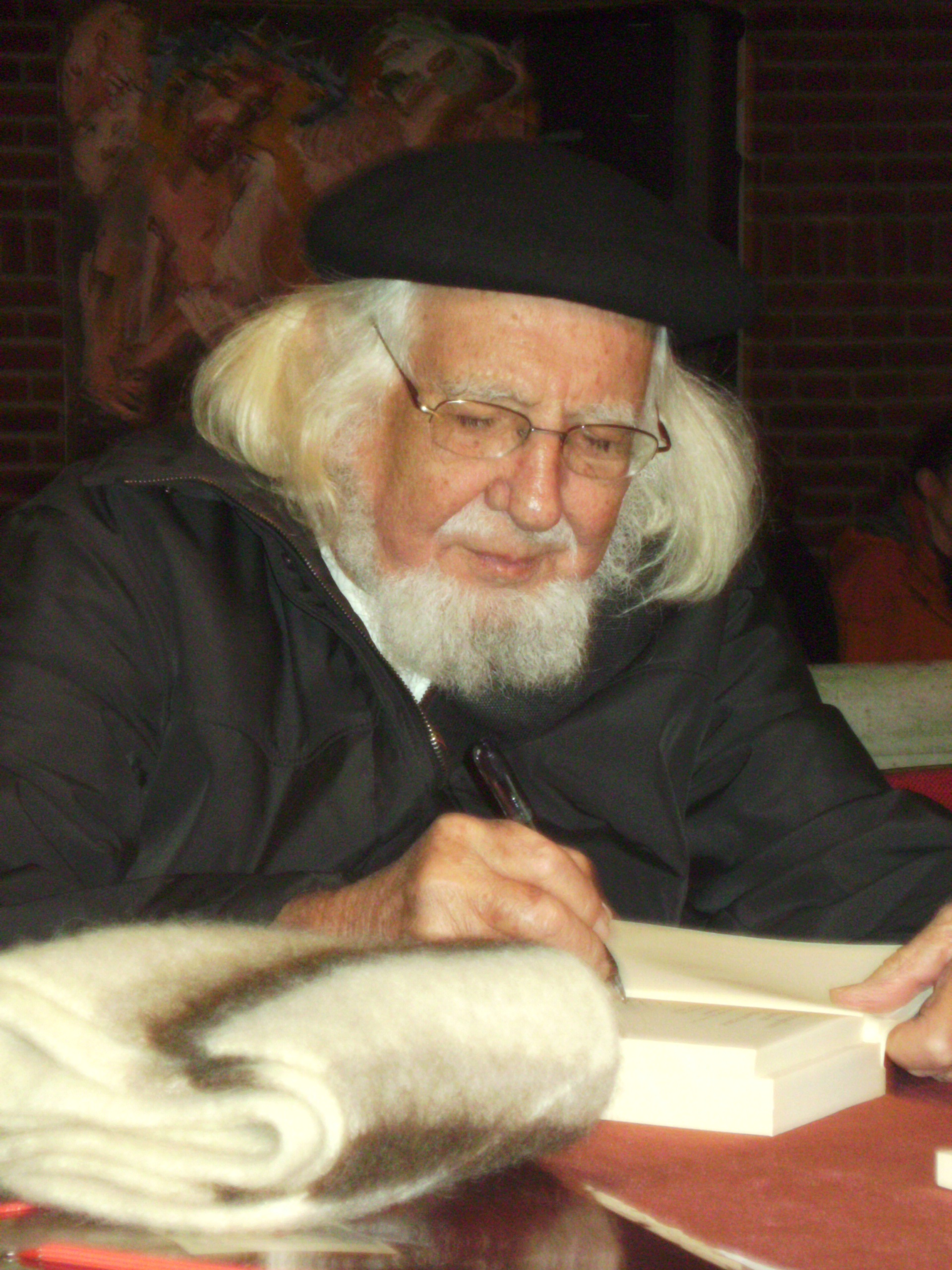
Ernesto Cardenal
1 maart

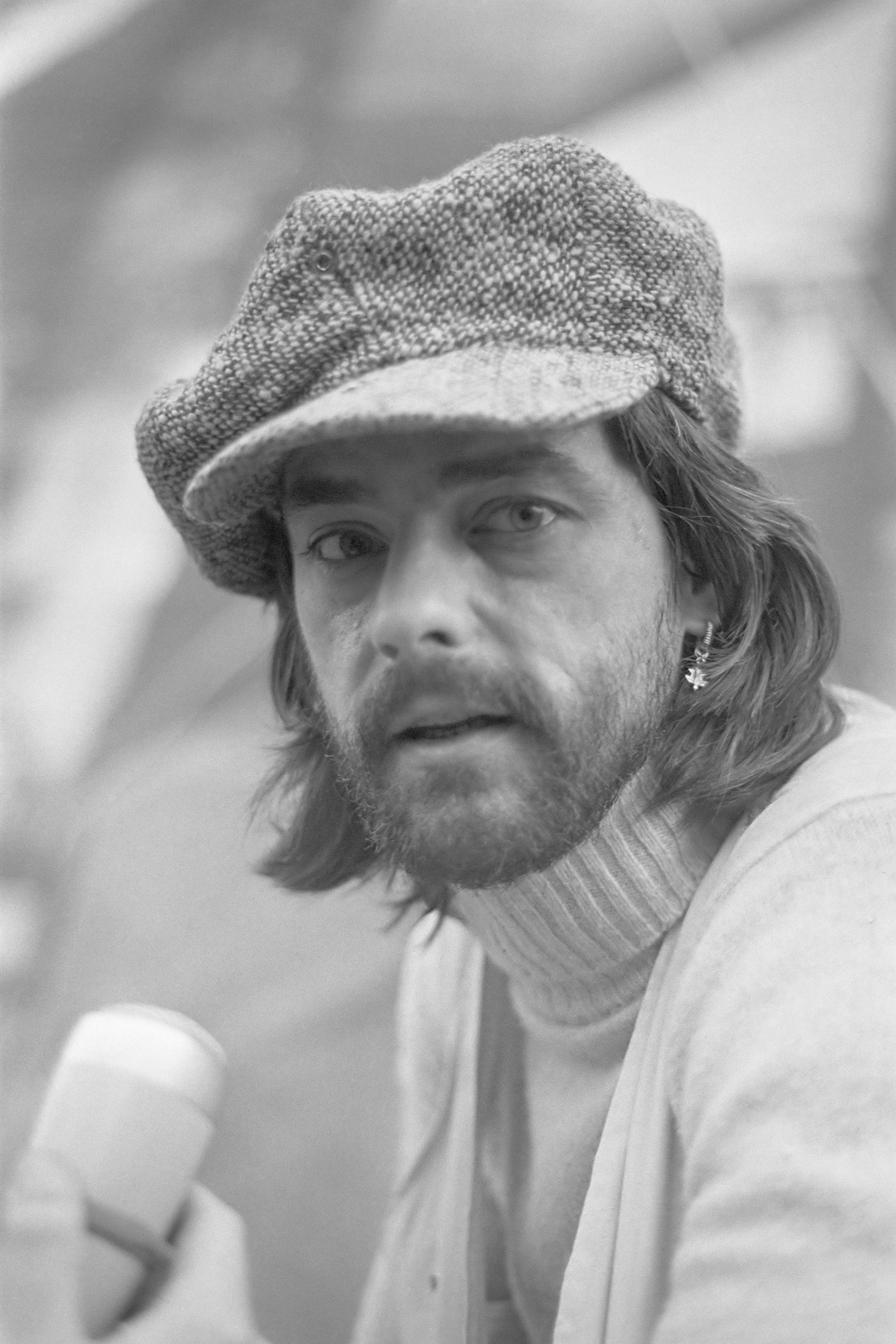
Ulay
2 maart

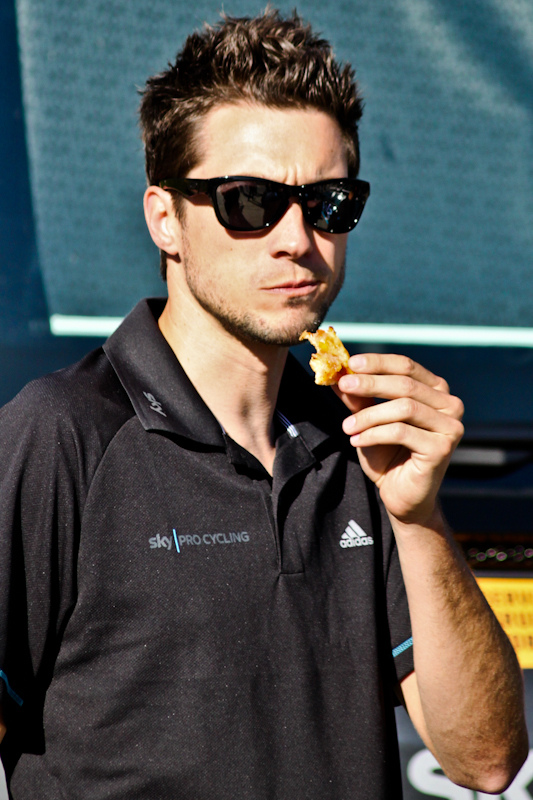
Nicolas Portal
3 maart

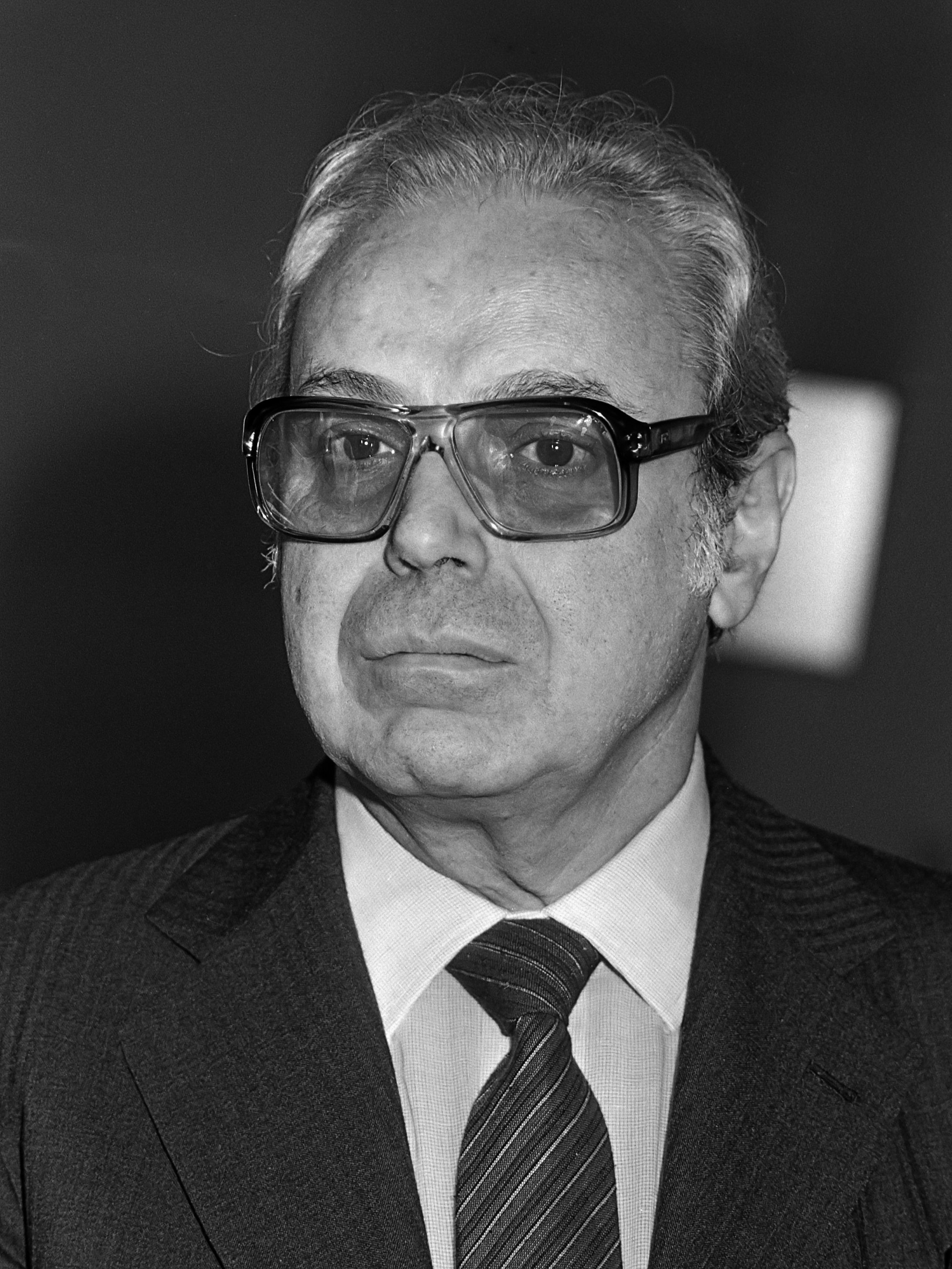
Javier Pérez de Cuéllar
4 maart

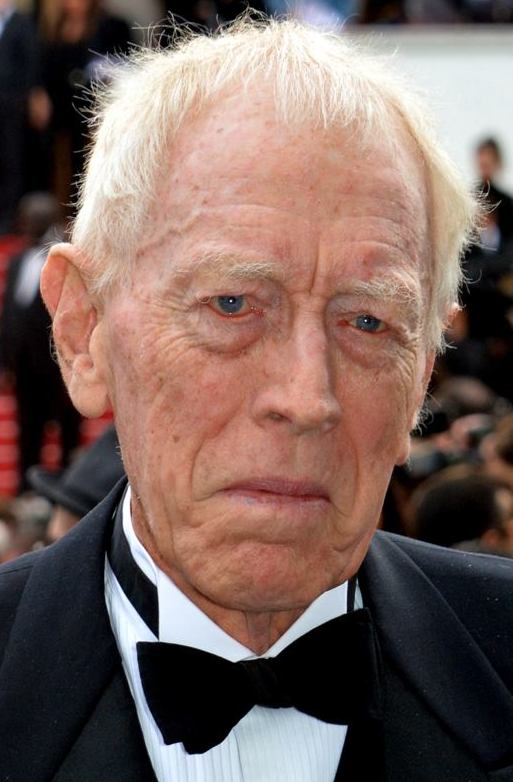
Max von Sydow
8 maart

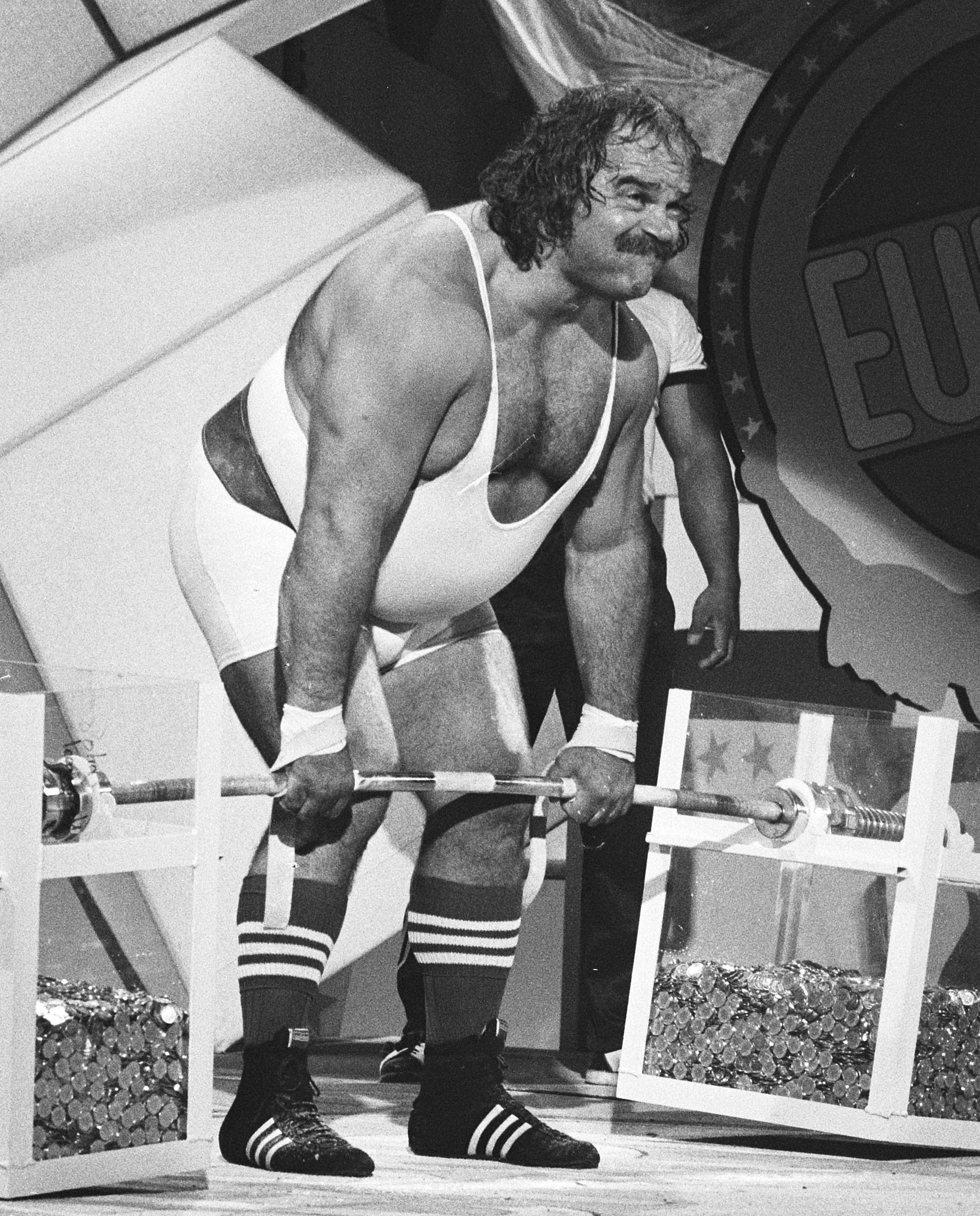
Gerard du Prie
11 maart

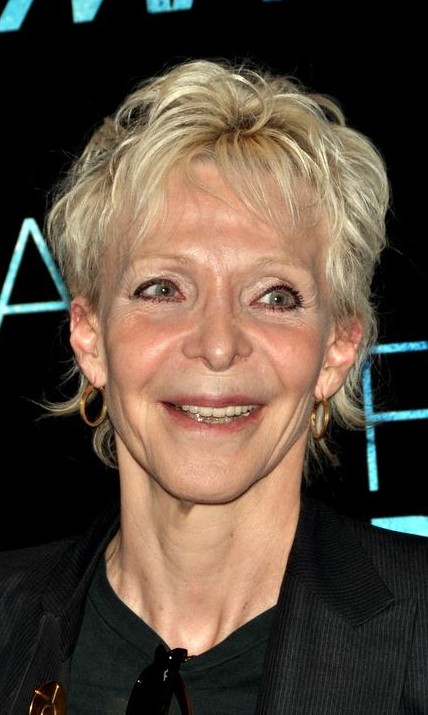
Tonie Marshall
12 maart

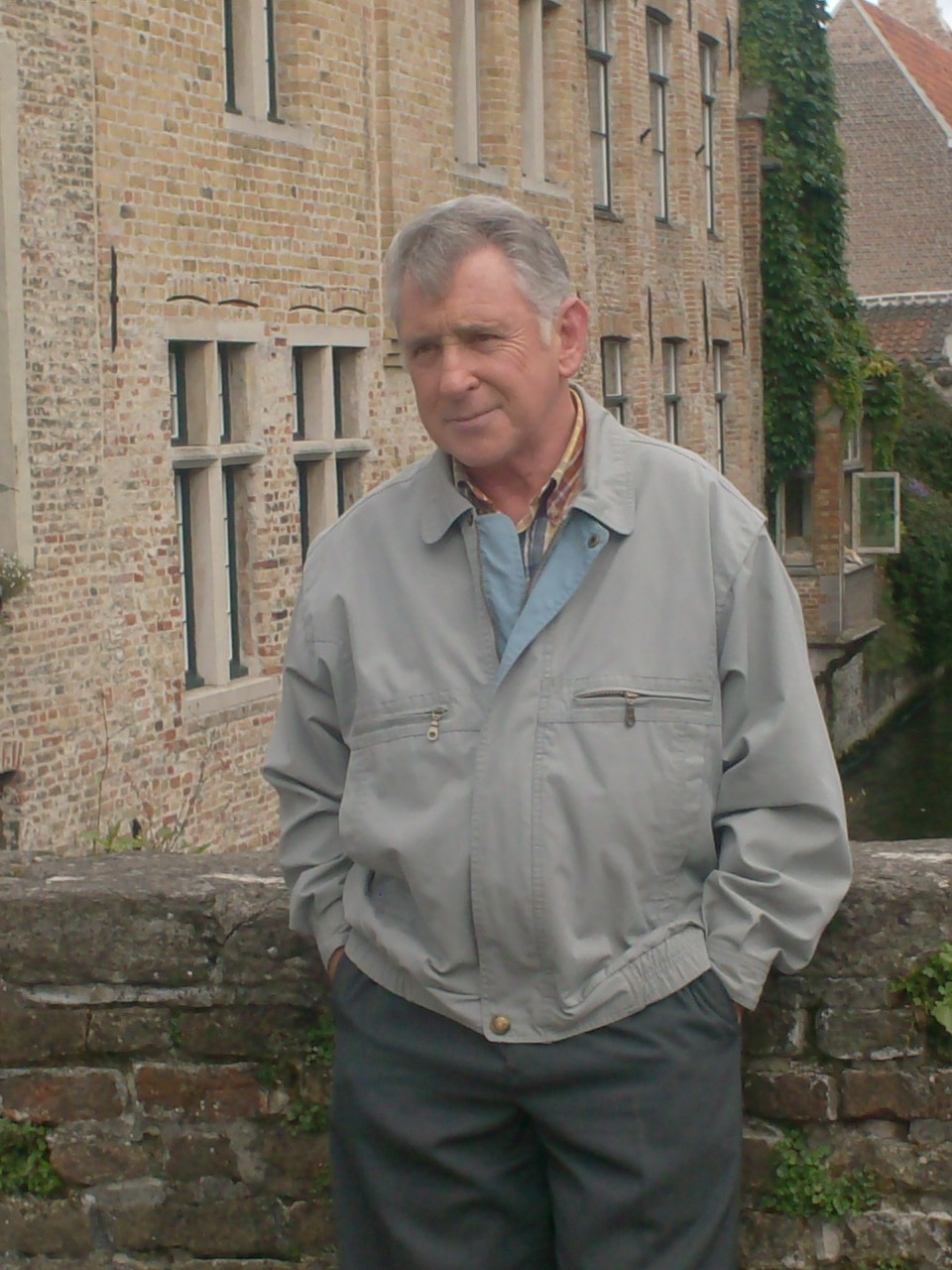
Johny Voners
17 maart

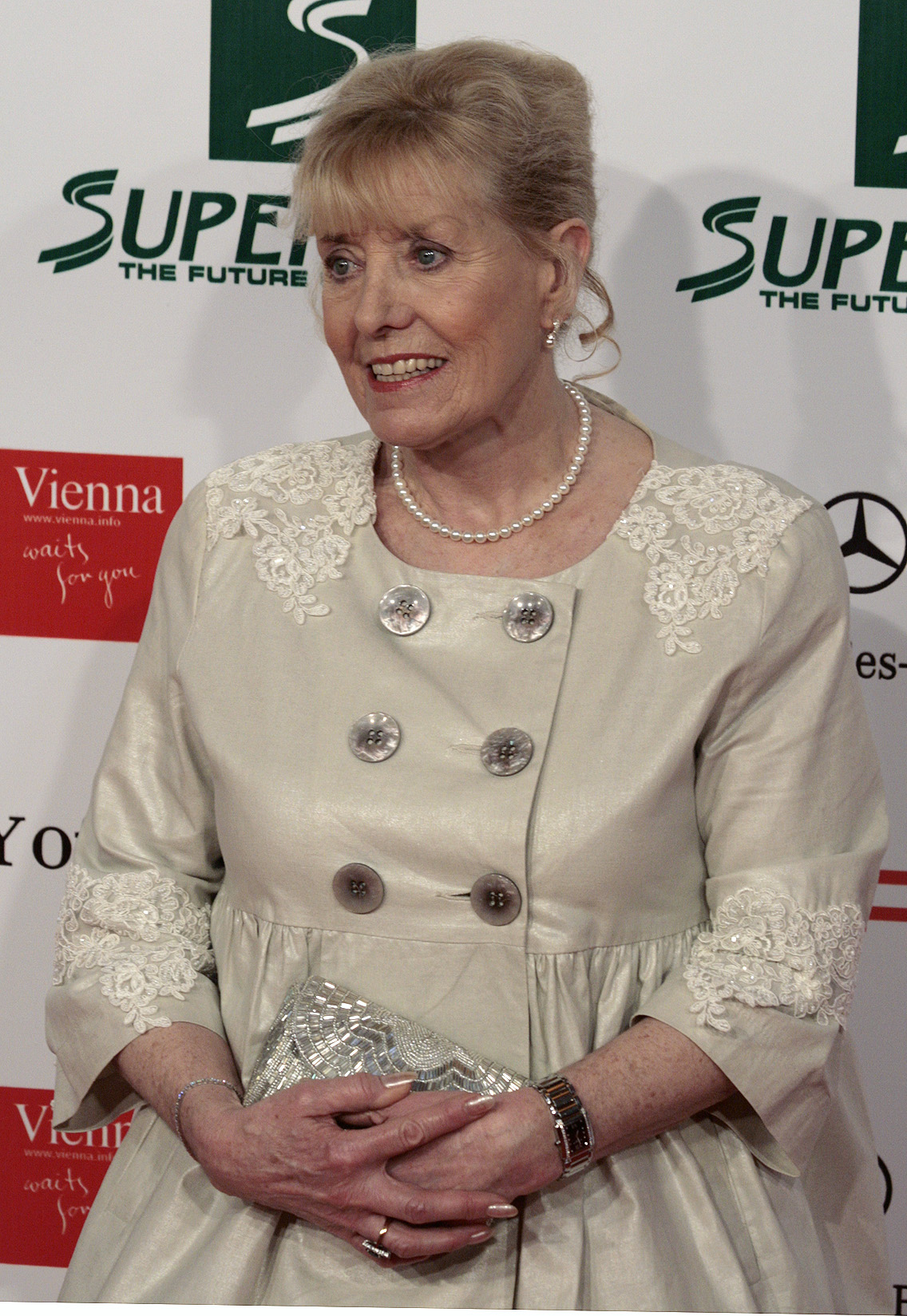
Betty Williams
17 maart

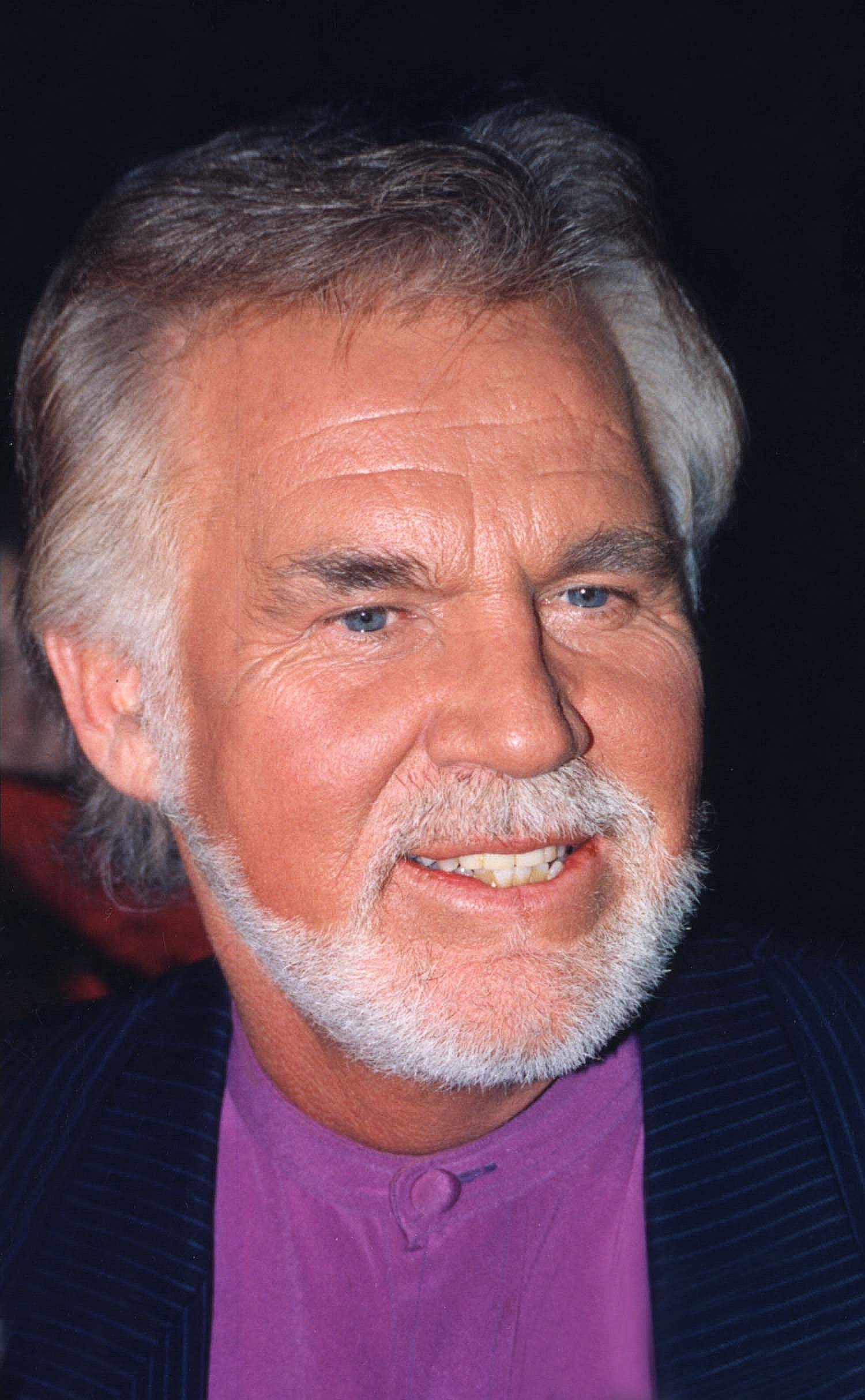
Kenny Rogers
20 maart

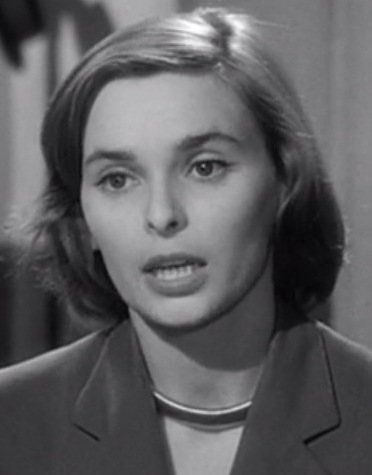
Lucia Bosè
23 maart

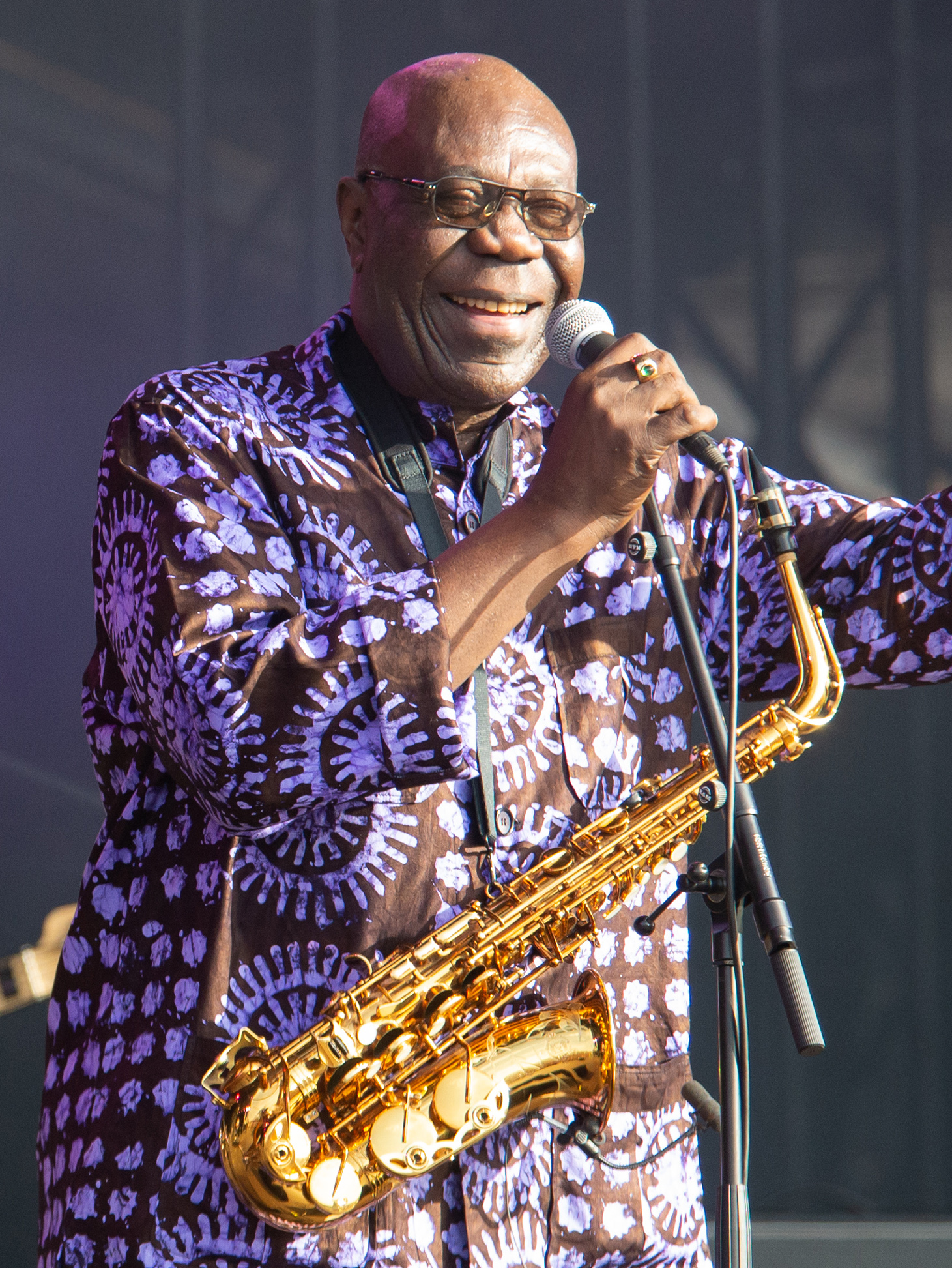
Manu Dibango
24 maart

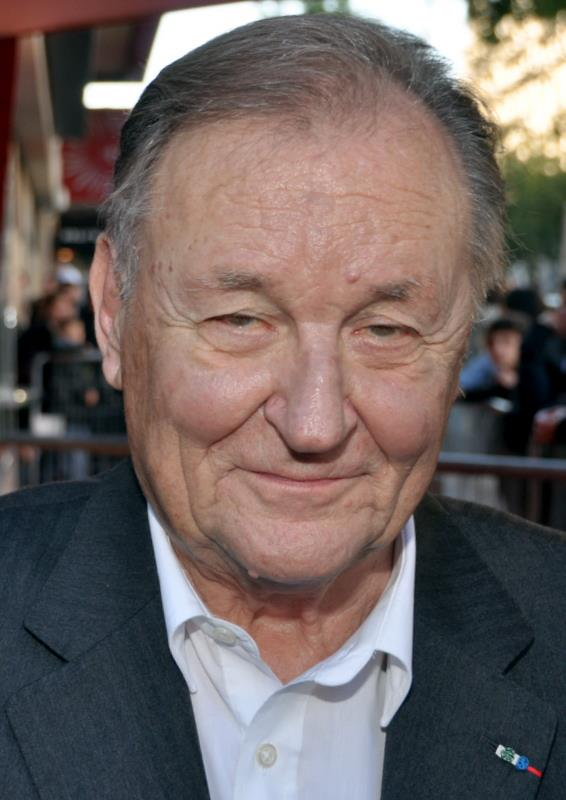
Albert Uderzo
24 maart

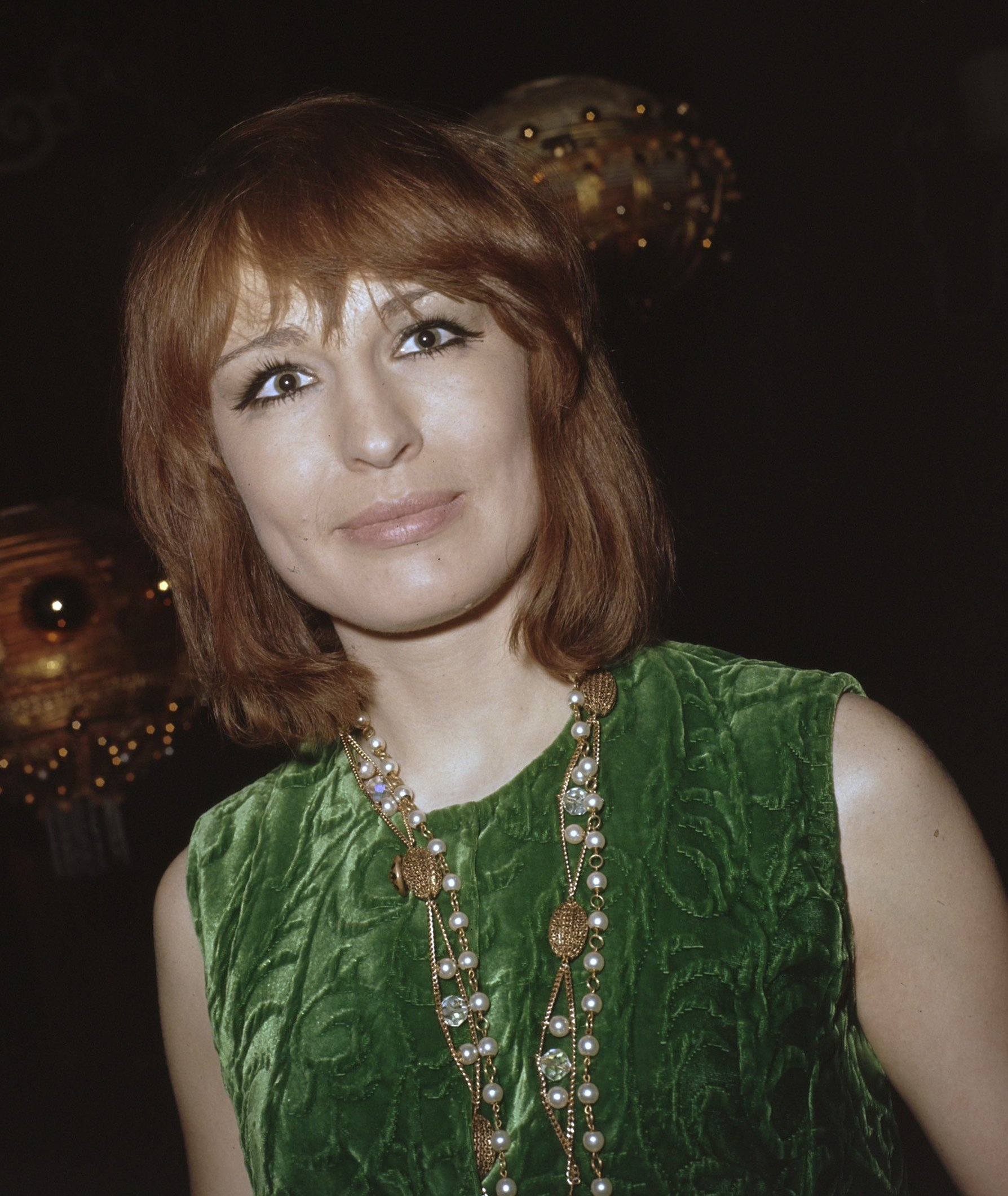
Liesbeth List
25 maart

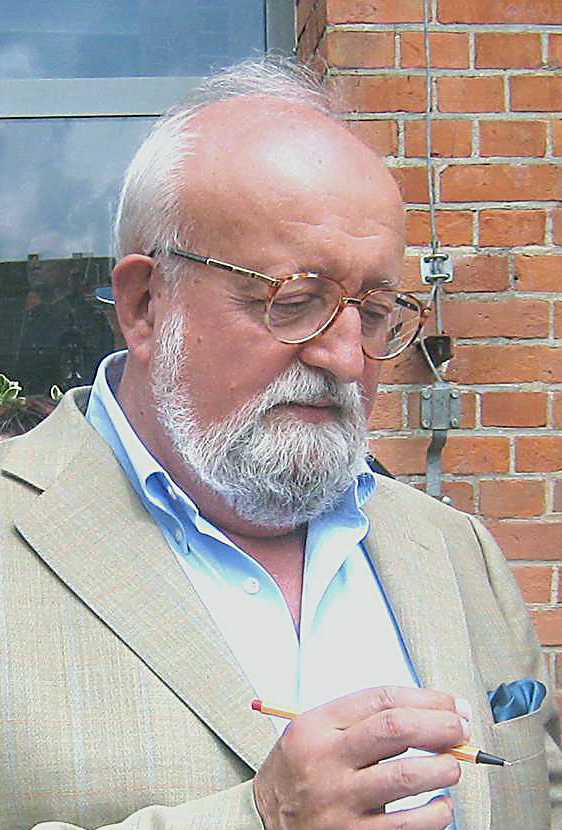
Krzysztof Penderecki
29 maart

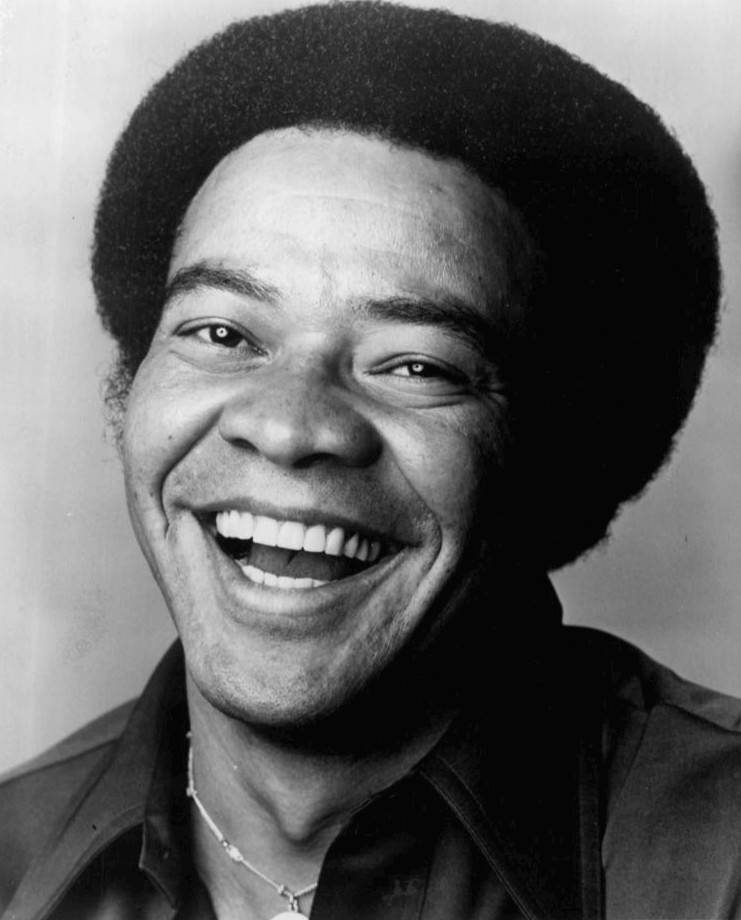
Bill Withers
30 maart

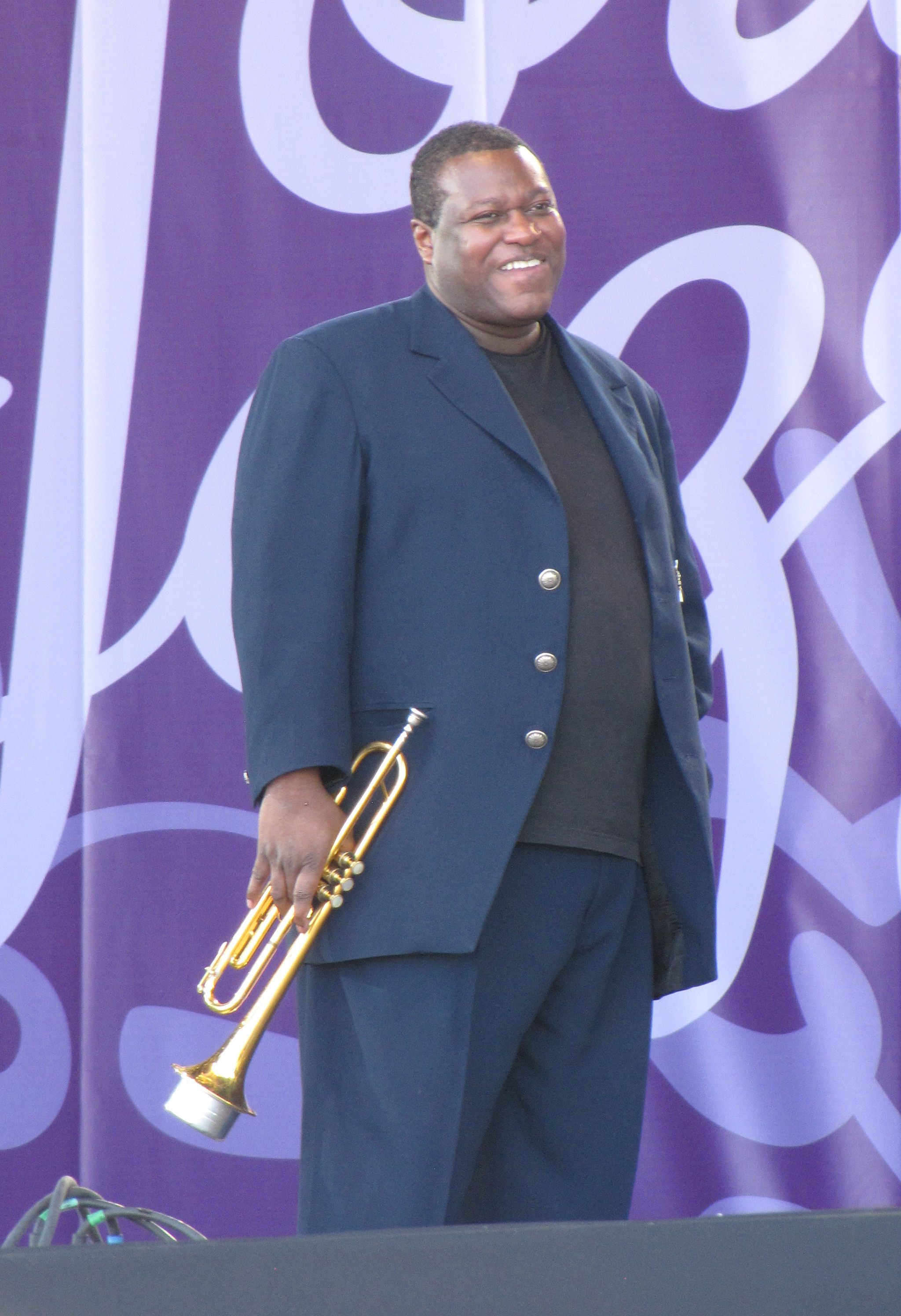
Wallace Roney
31 maart

| 1 | 2 | 3 | 4 | 5 | 6 | 7 | 8 | 9 | 10 | 11 | 12 | 13 | 14 | 15 | 16 | 17 | 18 | 19 | 20 | 21 | 22 | 23 | 24 | 25 | 26 | 27 | 28 | 29 | 30 | 31 |
| - | - | - | - | - | - | - | - | - | -- | -- | -- | -- | -- | -- | -- | -- | -- | -- | -- | -- | -- | -- | -- | -- | -- | -- | -- | -- | -- | -- |

### 1 maart
- István Balsai (72), Hongaars politicus[1]
- Aad Bos (88), Nederlands radiopresentator[2]
- Ernesto Cardenal (95), Nicaraguaans priester, dichter en politicus[3]
- Eberhard Figgemeier (73), Duits sportverslaggever en -journalist[4]
- Charro Kelly (79), Arubaans politicus[5]
- Stefan Lindqvist (52), Zweeds voetballer[6]
- Jack Welch (84), Amerikaans chemisch technoloog en ondernemer[7]

### 2 maart
- Henry N. Cobb (93), Amerikaans  architect[8]
- Jan Jonkers (80), Nederlands burgemeester[9]
- James Lipton (93), Amerikaans schrijver, acteur en presentator[10]
- Frank Uwe Laysiepen (Ulay) (76), Duits beeldend kunstenaar[11]
- Peter Wieland (89), Duits zanger en entertainer[12]

### 3 maart
- Doaitse Swierstra, Nederlands informaticus[13]
- Roscoe Born (69), Amerikaans acteur[14]
- Stanisław Kania (92), Pools politicus[15]
- Nicolas Portal (40), Frans wielrenner[16]
- Nicholas Tucci (38), Amerikaans acteur[17]

### 4 maart
- Stratis Haviaras (85), Grieks schrijver[18]
- Barbara Martin (76), Amerikaans zangeres[19]
- Javier Pérez de Cuéllar (100), Peruviaans diplomaat en politicus[20]
- Robert Sjavlakadze (86), Russisch atleet[21]

### 5 maart
- Hans Bauer (79), Nederlands politicus[22]
- Levan Mosesjvili (79), Russisch basketballer[23]

### 6 maart
- Charlie Baty (66), Amerikaans bluesgitarist[24]
- David Paul (62), Amerikaans acteur en bodybuilder[25]
- McCoy Tyner (81), Amerikaans jazzpianist[26]

### 7 maart
- Mart Crowley (84), Amerikaans toneelschrijver[27]
- Jair Marinho (83), Braziliaans voetballer[28]

### 8 maart
- Meta Bison (85), Nederlands schrijfster en columniste[29]
- Marcel van den Broecke (78), Nederlands foneticus en cartografiehistoricus[30]
- Luis Racionero (80), Spaans schrijver[31]
- Max von Sydow (90), Zweeds acteur en filmregisseur[32]

### 9 maart
- Anton Coppola (102), Amerikaans operadirigent en componist[33]
- Johan van Dorsten (93), Nederlands schrijver[34]
- José Jiménez Lozano (89), Spaans schrijver[35]
- Keith Olsen (74), Amerikaans platenproducent en geluidstechnicus[36]
- Lon Pennock (74), Nederlands beeldhouwer[37]

### 10 maart
- Franz Mönks (87), Nederlands hoogleraar ontwikkelingspsychologie[38]
- Jan Sjoerd Pasterkamp (75), Nederlands zendeling en voorganger[39]

### 11 maart
- Peter van den Baar (79), Nederlands burgemeester en bestuurder[40]
- Didier Bezace (74), Frans acteur[41]
- József Gyuricza (86), Hongaars schermer[42]
- Gerard du Prie (82), Nederlands powerlifter[43]
- Nora Steyaert (87), Belgisch televisiepresentatrice en omroepster[44]
- Charles Wuorinen (81), Amerikaans dirigent en componist[45]

### 12 maart
- Gary B. Kibbe (79), Amerikaans cinematograaf[46]
- John Lyons (87), Brits taalkundige[47]
- Tonie Marshall (68), Frans-Amerikaans actrice, scenarioschrijfster en filmregisseuse[48]
- Michel Roux (78), Frans chef-kok[49]
- Freek Schutten (77), Nederlands voetballer[50]

### 13 maart
- Filippos Petsalnikos (69), Grieks politicus[51]
- Richenel (62), Nederlands zanger[52]
- Erik van Spronsen (72), Nederlands beeldhouwer[53]
- Dana Zátopková (97), Tsjecho-Slowaaks speerwerpster[54]

### 14 maart
- René Follet (88), Belgisch striptekenaar[55]
- Eva Pilarová (80), Tsjechisch zangeres[56]
- Genesis P-Orridge (70), Brits muzikant, beeldend kunstenaar en zanger[57]

### 15 maart
- Suzy Delair (102), Frans actrice en zangeres[58]
- Vittorio Gregotti (92), Italiaans architect[59]
- Roy Hudd (83), Brits acteur en komiek[60]

### 16 maart
- Stuart Whitman (92), Amerikaans acteur[61]

### 17 maart
- Joop Goudsblom (87), Nederlands socioloog en molenkenner[62]
- Piotr Jegor (51), Pools voetballer[63]
- Eddy Jonker (99), Nederlands ondernemer en Engelandvaarder[64]
- Eduard Limonov (77), Russisch politicus, dichter en schrijver[65]
- Roger Mayweather (58), Amerikaans bokser[66]
- Patrick Nothomb (83), Belgisch ambassadeur en diplomaat[67]
- Felix Strategier (69), Nederlands acteur en theatermaker[68]
- Johny Voners (74), Belgisch acteur[69]
- Lyle Waggoner (84), Amerikaans acteur[70]
- Betty Williams (76), Noord-Iers vredesactiviste[71]

### 18 maart
- Wray Downes (89), Canadees jazzpianist[72]
- Erwin Drèze (59), Belgisch striptekenaar[73]
- Catherine Hamlin (96), Australisch verloskundige en gynaecoloog[74]
- Joost Middelhoff (72), Nederlands journalist[75]
- Joaquín Peiró (84), Spaans voetballer en voetbaltrainer[76]
- Alfred Worden (88), Amerikaans astronaut[77]

### 19 maart
- Léon Bogman (92), Nederlands burgemeester[78]
- Rik Kuethe (78), Nederlands journalist[79]
- Aurlus Mabélé (66), Congolees zanger[80]
- Raymond Renard (95), Belgisch schrijver en taalkundige[81]
- Peter Schotting (76), Nederlands-Amerikaans schaatstrainer[82]
- Peter Whittingham (35), Engels voetballer[83]
- Nazzareno Zamperla (82), Italiaans acteur[84]

### 20 maart
- Harry van den Bergh (77), Nederlands politicus[85]
- Amadeo Carrizo (93),  Argentijns voetballer[86]
- Willigis Jäger (95), Duits benedictijner monnik, zenmeester en mysticus[87]
- Kenny Rogers (81), Amerikaans countryzanger[88]
- Sascha Oskar Weis (49), Oostenrijks acteur[89]

### 21 maart
- Ray Mantilla (85), Amerikaans percussionist en bandleider[90]
- Lorenzo Sanz (76), Spaans voetbalbestuurder[91]

### 22 maart
- Branko Cikatić (65), Kroatisch kickbokser[92]
- Gabi Delgado-López (61), Duits zanger[93]
- Julie Felix (81), Amerikaans folkzangeres[94]

### 23 maart
- Lucia Bosè (89), Italiaans actrice en Miss Italië[95]
- Alfio Contini (91), Italiaans cameraman[96]
- David Collings (79), Brits acteur[97]
- Jessica Houdret (79), Amerikaans auteur[98]
- Ben Smit (97), Nederlands architect[99]

### 24 maart
- John Campbell-Jones (90), Brits autocoureur[100]
- Hans van Delft (73), Nederlands ondernemer en sportbestuurder[101]
- Manu Dibango (86),  Kameroens componist en muzikant[102]
- Stuart Gordon (72), Amerikaans filmregisseur[103]
- Terrence McNally (81), Amerikaans toneel- en musicalschrijver[104]
- Bill Rieflin (59), Amerikaans drummer[105]
- Tony Rutter (78), Brits motorcoureur[106]
- Gerard Schurmann (96), Nederlands-Amerikaans componist[107]
- Ignacio Trelles (103), Mexicaans voetbalcoach[108]
- Albert Uderzo (92), Frans striptekenaar en stripschrijver[109]
- Lyle Waggoner (84), Amerikaans acteur[110]

### 25 maart
- Harry Aarts (90), Nederlands politicus[111]
- Kees Bakker (76), Nederlands politiefunctionaris en sportbestuurder[112]
- Bernard Bichakjian (82), Frans-Nederlands hoogleraar Franse taalkunde[113]
- Jennifer Bate (75), Brits organist[114]
- Mark Blum (69), Amerikaans acteur[115]
- Peter Kemper (77), Nederlands voetballer[116]
- Henk Kronenberg (85), Nederlands bisschop[117]
- Liesbeth List (78), Nederlands zangeres en actrice[118]

### 26 maart
- Roger Baens (86), Belgisch wielrenner[119]
- Maria Teresa van Bourbon-Parma (86), Spaans-Frans edelvrouw en activiste[120]
- Peter van Bueren (78), Nederlands filmjournalist[121]
- Michel Hidalgo (87), Frans voetballer en voetbalcoach[122]
- Olle Holmquist (83), Zweeds trombonist[123]
- Rolf Huisgen (99), Duits scheikundige[124]
- John O'Leary  (70), Iers golfspeler[125]
- Curly Neal (77), Amerikaans basketballer[126]

### 27 maart
- Bob Andy (75), Jamaicaans reggaezanger[127]
- Carl Friedman (67), Nederlands schrijfster en columnist[128]
- Petra Hillenius (52), Nederlands zwemster[129]
- Joseph Lowery (98), Amerikaans burgerrechtenactivist[130]

### 28 maart
- John Callahan (66), Amerikaans acteur[131]
- Tom Coburn (72), Amerikaans politicus[132]
- Wolfgang Glaeser (79), Oost-Duits politicus[133]
- Jan Howard (91), Amerikaans zangeres[134]
- Thomas Schäfer (54), Duits politicus en advocaat[135]

### 29 maart
- Philip Anderson (96),  Amerikaans natuurkundige[136]
- José Luis Capón (72), Spaans voetballer[137]
- Jean-François Cesarini (49), Frans politicus[138]
- Patrick Devedjian (75), Frans politicus[139]
- Joe Diffie (61), Amerikaans countryzanger[140]
- Alan Merrill (69), Amerikaans muzikant[141]
- Valeer Peirsman (87), Belgisch beeldhouwer[142]
- Krzysztof Penderecki (86), Pools componist, dirigent en muziekpedagoog[143]

### 30 maart
- Joe Ashton (86), Brits politicus[144]
- Ton Cassee (75), Nederlands kanunnik en deken[145]
- Dirk Van Duppen (63), Belgisch arts en politicus[146]
- Hilary Dwyer (74), Brits actrice[147]
- Manolis Glezos (97), Grieks verzetsstrijder en politicus[148]
- Bill Withers (81), Amerikaans soulzanger en componist[149]
- Joachim Yhomby-Opango (81), staatshoofd van Congo-Brazzaville[150]
- Douwe Yntema, Nederlands hoogleraar[151]

### 31 maart
- Andrew Jack (76), Brits acteur en spraakcoach[152]
- Zoltán Peskó (83), Hongaars dirigent en componist[153]
- Wallace Roney (59), Amerikaans jazztrompettist[154]

januari ·
februari ·
maart ·
april ·
mei ·
juni ·
juli ·
augustus ·
september ·
oktober ·
november ·
december
1900 ·
1901 ·
1902 ·
1903 ·
1904 ·
1905 ·
1906 ·
1907 ·
1908 ·
1909 ·
1910 ·
1911 ·
1912 ·
1913 ·
1914 ·
1915 ·
1916 ·
1917 ·
1918 ·
1919 ·
1920 ·
1921 ·
1922 ·
1923 ·
1924 ·
1925 ·
1926 ·
1927 ·
1928 ·
1929 ·
1930 ·
1931 ·
1932 ·
1933 ·
1934 ·
1935 ·
1936 ·
1937 ·
1938 ·
1939 ·
1940 ·
1941 ·
1942 ·
1943 ·
1944 ·
1945 ·
1946 ·
1947 ·
1948 ·
1949 ·
1950 ·
1951 ·
1952 ·
1953 ·
1954 ·
1955 ·
1956 ·
1957 ·
1958 ·
1959 ·
1960 ·
1961 ·
1962 ·
1963 ·
1964 ·
1965 ·
1966 ·
1967 ·
1968 ·
1969 ·
1970 ·
1971 ·
1972 ·
1973 ·
1974 ·
1975 ·
1976 ·
1977 ·
1978 ·
1979 ·
1980 ·
1981 ·
1982 ·
1983 ·
1984 ·
1985 ·
1986 ·
1987 ·
1988 ·
1989 ·
1990 ·
1991 ·
1992 ·
1993 ·
1994 ·
1995 ·
1996 ·
1997 ·
1998 ·
1999 ·
2000 ·
2001 ·
2002 ·
2003 ·
2004 ·
2005 ·
2006 ·
2007 ·
2008 ·
2009 ·
2010 ·
2011 ·
2012 ·
2013 ·
2014 ·
2015 ·
2016 ·
2017 ·
2018 ·
2019 ·
2020 ·
2021 ·
2022 ·
2023 ·
2024 ·
2025